# Bernardino Lonati

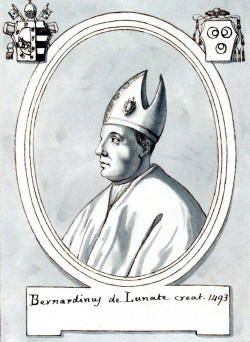
Kardinal Bernardinus de Lunate (Abbildung aus späterer Zeit)

Bernardino Lonati (auch Bernardino Lunati oder Bernardino Lunate; * 1451 oder 1452 in Pavia; † 7. August 1497 in Rom) war ein italienischer Kardinal der Römischen Kirche.

## Leben

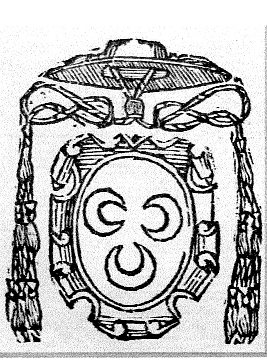
Kardinalswappen

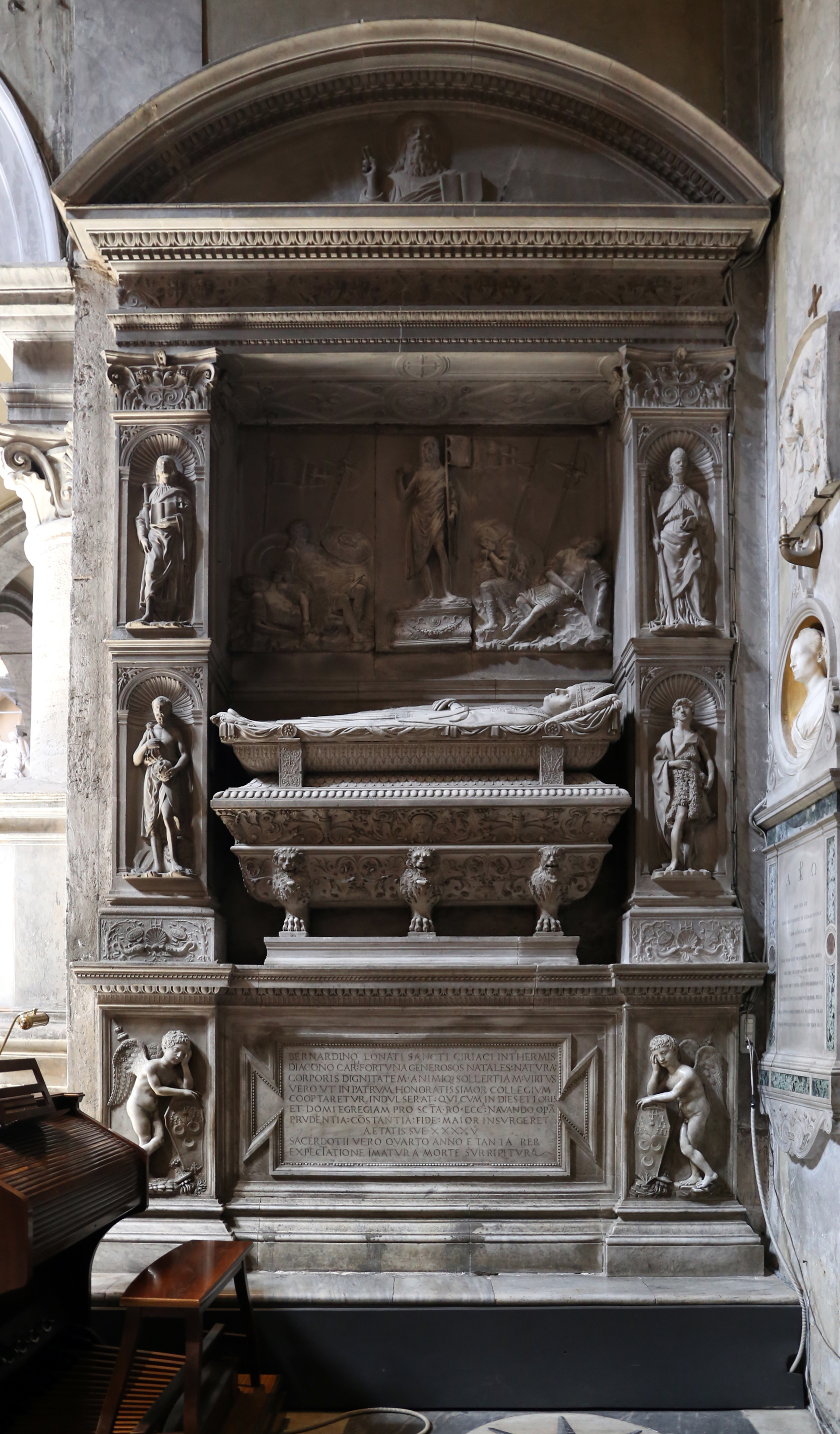
Grabmal des Bernardino Lonati (Schule des Andrea Bregno)

Er war der Sohn des Condottiere Antonio Lonati und dessen Ehefrau Filippina Beccaria. Wie andere Mitglieder seiner Familie wurde Bernardino Lonati Protegé des Kardinals Ascanio Sforza, der seinen Lebensweg entscheidend beeinflusste. Kardinal Sforza ersuchte beim Papst nachdrücklich auf Lunatis Kardinalserhebung.
Im Konsistorium vom 20. September 1493 erhob Papst Alexander VI. ihn zum Kardinaldiakon, und er erhielt am 23. September 1493 den Kardinalshut und die pro illa vice zur Titeldiakonie herabgestufte Titelkirche San Ciriaco alle Terme Diocleziane. Als weitere Pfründe erhielt er 1495 die Administration des Bistums Aquino.
Die Priesterweihe empfing er kurz nach seiner Kardinalserhebung. Er folgte Kardinal Sforza auch in dessen politischen Konflikt mit dem Papst. Am 9. Dezember 1494 wurde er nach einer Audienz bei Alexander VI. zusammen mit den Kardinälen Ascanio Sforza und Federico Sanseverino sowie mit Prospero Colonna festgenommen. Am 11. Dezember desselben Jahres nahm er am Konsistorium teil und wurde nach Ostia geschickt. Am 31. Dezember 1494 findet er sich als Begleiter von König Karl VIII. von Frankreich bei dessen Einzug in Rom. Nach dem Übereinkommen des Papstes mit dem König von Frankreich am 15. Januar 1495 verließ Bernardino Lonati Rom zusammen mit Kardinal Sforza und kehrte mit diesem am 21. Februar desselben Jahres zurück. Bernardino Lonati begleitete den Papst am 27. Mai 1495 nach Orvieto und kehrte mit ihm am 27. Juni desselben Jahres zurück.
Im Konflikt mit den Orsini und weiteren Adelsfamilien Italiens, die im Begriff waren, Rom einzunehmen, wurde Bernardino Lonati als Begleiter dem Herzog von Gandía und Urbino, dem Oberbefehlshaber der päpstlichen Truppen, beigeordnet. Sie verließen Rom am 28. Oktober 1496 und fochten Kämpfe in Anguillara, Galera, Bassano, SutriCampagnano, Formello, Sacrofano, Cesena, Viana und Bleda aus.
Im Mai 1497 wurde Bernardino Lonati von einem schweren Fieber befallen, von dem er sich nie wieder erholen sollte. Er starb am 7. August 1497 im Alter von 45 Jahren in Rom. Sein Gönner Ascanio Sforza hielt die Exequien und ließ seinem Freund auf eigene Kosten ein prächtiges Grabmal in der römischen Kirche Santa Maria del Popolo errichten, in dem Bernardino Lonati beigesetzt wurde.